# Pipa myersi
Pipa myersi är en groddjursart som beskrevs av Linda Trueb 1984. Pipa myersi ingår i släktet Pipa och familjen pipagrodor. IUCN kategoriserar arten globalt som starkt hotad. Inga underarter finns listade i Catalogue of Life.